# It's a Compton Thang
It's a Compton Thang é o álbum de estréia do grupo de gangsta rap estadunidense Compton's Most Wanted, foi lançado em 25 de Maio de 1990 pela Orpheous Records.
O álbum alcançou a posição 133 na Billboard 200 e a posição 32 na parada Top R&B/Hip-Hop Albums nos Estados Unidos.

## Lista de faixas
1. "One Time Gaffled 'Em Up" – 3:55
2. "I'm Wit Dat" – 4:57
3. "Final Chapter" – 4:37
4. "I Give Up Nuthin'" – 3:03
5. "This Is Compton" – 4:32
6. "Rhymes Too Funky Pt. 1" – 2:29
7. "Duck Sick" – 4:30
8. "Give It Up" – 4:09
9. "Late Night Hype" – 4:49
10. "I Mean Biznez" – 3:47
11. "It's a Compton Thang" – 5:11

## Gráficos
| Gráficos (1990)                         | Posição de pico |
| --------------------------------------- | --------------- |
| Estados Unidos (Billboard 200)          | 133             |
| Estados Unidos (Top R&B/Hip Hop Albums) | 32              |